# Liste des destinations touristiques les plus attractives
Le forum économique mondial établit un classement annuel des pays les plus attractifs pour les touristes, appelé Travel & Tourism Competitiveness Report. La dernière édition date de 2019 :

## Classement 2019
| Rang | Pays                   |
| ---- | ---------------------- |
| 1    | France                 |
| 2    | Espagne                |
| 3    | Allemagne              |
| 4    | Japon                  |
| 5    | États-Unis             |
| 6    | Royaume-Uni            |
| 7    | Australie              |
| 8    | Italie                 |
| 9    | Canada                 |
| 10   | Suisse                 |
| 11   | Autriche               |
| 12   | Portugal               |
| 13   | Chine                  |
| 14   | Hong Kong              |
| 15   | Pays-Bas               |
| 16   | Corée du Sud           |
| 17   | Singapour              |
| 18   | Nouvelle-Zélande       |
| 19   | Mexique                |
| 20   | Norvège                |
| 21   | Danemark               |
| 22   | Suède                  |
| 23   | Luxembourg             |
| 24   | Belgique               |
| 25   | Grèce                  |
| 26   | Irlande                |
| 27   | Croatie                |
| 28   | Finlande               |
| 29   | Malaisie               |
| 30   | Islande                |
| 31   | Thaïlande              |
| 32   | Brésil                 |
| 33   | Émirats arabes unis    |
| 34   | Inde                   |
| 35   | Malte                  |
| 36   | Slovénie               |
| 37   | Taïwan                 |
| 38   | République tchèque     |
| 39   | Russie                 |
| 40   | Indonésie              |
| 41   | Costa Rica             |
| 42   | Pologne                |
| 43   | Turquie                |
| 44   | Chypre                 |
| 45   | Bulgarie               |
| 46   | Estonie                |
| 47   | Panama                 |
| 48   | Hongrie                |
| 49   | Pérou                  |
| 50   | Argentine              |
| 51   | Qatar                  |
| 52   | Chili                  |
| 53   | Lettonie               |
| 54   | Maurice                |
| 55   | Colombie               |
| 56   | Roumanie               |
| 57   | Israël                 |
| 58   | Oman                   |
| 59   | Lituanie               |
| 60   | Slovaquie              |
| 61   | Afrique du Sud         |
| 62   | Seychelles             |
| 63   | Viêt Nam               |
| 64   | Bahreïn                |
| 65   | Égypte                 |
| 66   | Maroc                  |
| 67   | Monténégro             |
| 68   | Géorgie                |
| 69   | Arabie saoudite        |
| 70   | Équateur               |
| 71   | Azerbaïdjan            |
| 72   | Brunei                 |
| 73   | République dominicaine |
| 74   | Uruguay                |
| 75   | Philippines            |
| 76   | Jamaïque               |
| 77   | Sri Lanka              |
| 78   | Ukraine                |
| 79   | Arménie                |
| 80   | Kazakhstan             |
| 81   | Namibie                |
| 82   | Kenya                  |
| 83   | Serbie                 |
| 84   | Jordanie               |
| 85   | Tunisie                |
| 86   | Albanie                |
| 87   | Trinité-et-Tobago      |
| 88   | Cap-Vert               |
| 89   | Iran                   |
| 90   | Bolivie                |
| 91   | Nicaragua              |
| 92   | Botswana               |
| 93   | Mongolie               |
| 94   | Honduras               |
| 95   | Tanzanie               |
| 96   | Koweït                 |
| 97   | Laos                   |
| 98   | Cambodge               |
| 99   | Guatemala              |
| 100  | Liban                  |

## Méthodologie
L'étude comprend 140 pays, analysés à travers 4 thèmes : un environnement favorable (santé, marché du travail, sécurité, climat des affaires), les politiques et conditions permettant le tourisme (ouverture sur le monde, prix, développement durable), les infrastructures (aéroportuaires, terrestres, touristiques), et les ressources culturelles et naturelles (patrimoine). En tout, 90 indicateurs sont comparés.
Les 140 pays correspondent à 98% du PIB mondial du tourisme.

## Résultats
On retrouve dans le haut du classement le plus souvent les pays les plus visités. Mais également les pays les plus prospères, ceux à même de s'ouvrir le plus au monde, et de s'adapter pour un accueil optimal du tourisme.

## Sources
1. 1 2  (en) « The Travel & Tourism Competitiveness Report 2019 », sur World Economic Forum (consulté le 15 novembre 2020)
2. ↑  « UNWTO Tourism Data Dashboard | UNWTO », sur www.unwto.org (consulté le 15 novembre 2020)